# Physidae
Pour les articles homonymes, voir Physe.
Famille
Les Physidae sont une famille de gastéropodes pulmonés d'eau douce. Par rapport aux limnées auxquelles elles sont apparentées au sein des Lymnaeoidea, les physes se caractérisent par la présence systématique d'une coquille sénestre, c'est-à-dire dont la spire tourne à gauche. L'immense majorité des espèces de Physidae a une répartition de type holarctique, avec quelques espèces en Amérique centrale et en Amérique du Sud.

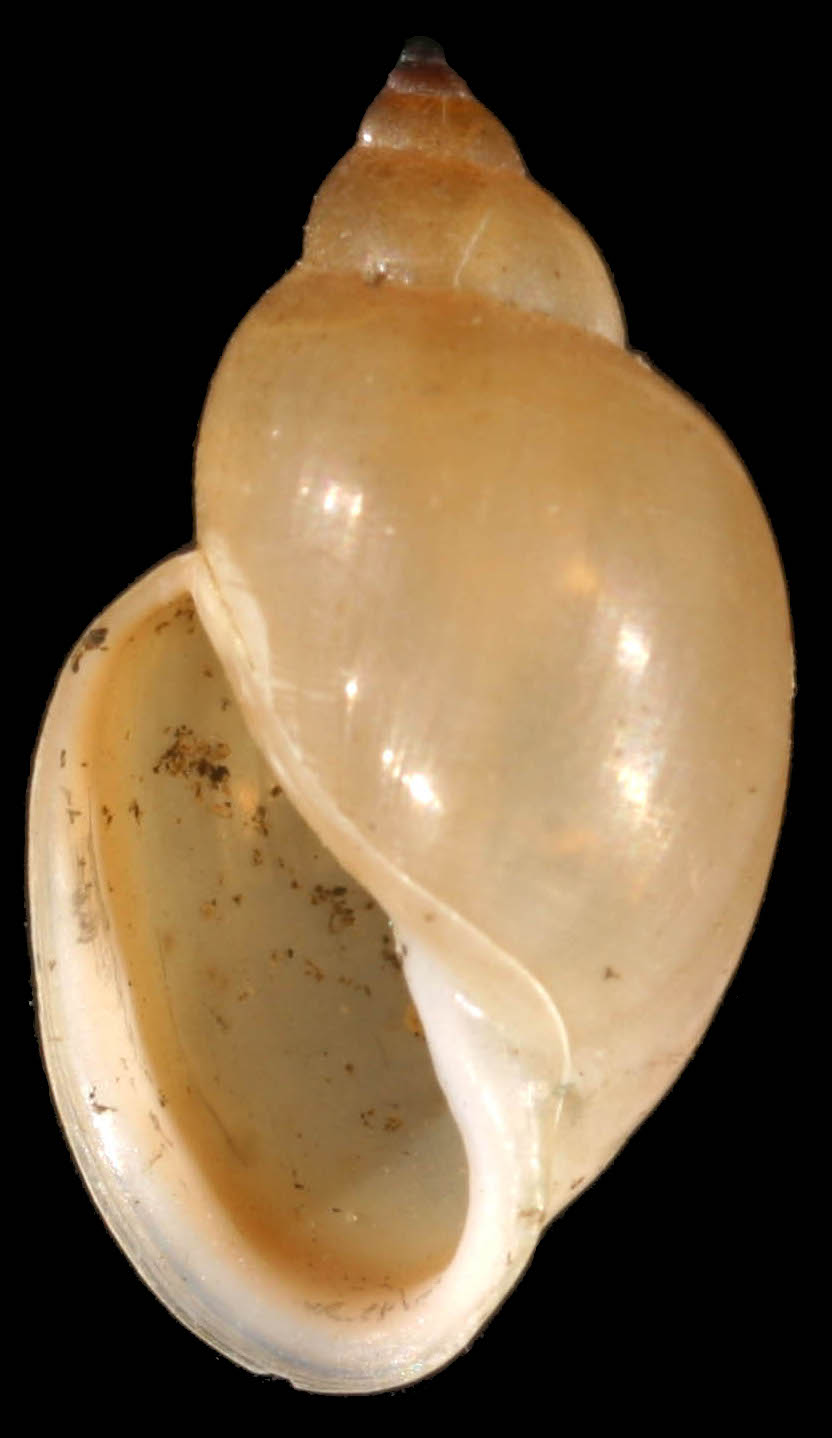
Coquille de Physella acuta. L'ouverture est à gauche de l'axe : elle est dite sénestre.

## Liste desgenres
Selon ITIS (11 déc. 2019) :
- Aplexa Fleming, 1820
- Physa Draparnaud, 1801
- Physella Haldeman, 1842
- Stenophysa von Martens, 1898